# 金牛区
金牛区（きんぎゅう-く）は中華人民共和国四川省成都市に位置する市轄区。五城区の一つであり、成都市の中心市街地に位置している。成華区との境界に成都駅がある。

## 行政区画
13街道を管轄する。
- 西安路街道、西華街道、荷花池街道、駟馬橋街道、茶店子街道、撫琴街道、九里堤街道、五塊石街道、営門口街道、金泉街道、沙河源街道、天回鎮街道、鳳凰山街道

## 教育

### 大学
- 西南交通大学（成都九里校区）
- 西華大学（中国語版）
- 成都中医薬大学[1]
- 成都医学院（中国語版）[2] （天回校区）

## 交通
鉄道（成都駅、成都北駅とも呼ばれる）
- 中国鉄路総公司
  - 中国鉄路成都局集団公司
    - 成昆線
    - 成渝線
    - 達成線
    - 宝成線
    - 成灌線

- 成都軌道交通
  - 成都地下鉄1号線
  - 成都地下鉄3号線
  - 成都地下鉄7号線（環状線）

バス
- 成都城北バスセンター

## 名所・旧跡・観光スポット
- 永陵博物館[3]　前蜀高祖王建の墓。
- 成都市植物園（中国語版）

## 健康・医療・衛生
- 成都市公共衛生臨床医療中心